# Isabelle Brinkman
Isabelle Maria Brinkman (Amsterdam, 4 april 1972) is een Nederlands televisiepresentatrice en radio dj.

## Jeugd en opleiding
Brinkman kreeg de naam Isabelle, omdat haar ouders verzot waren op het nummer 'Isabelle, je t'aime' van de Franse jongensgroep Les Poppys. Zij begon haar schoolcarrière in Antwerpen, België. Vervolgens ging ze naar een Nederlandse havo-opleiding. Vervolgens studeerde ze in Genève en kwam daarna terug naar Nederland om ook haar vwo-diploma te halen.

## Carrière
Brinkman begon als receptioniste bij Radio 10, waar zij Lex Harding opviel. Zij is bekend geworden als presentatrice van onder andere It's Isabelle voor The Music Factory en SBS6 Shownieuws. Ook was ze van mei 1998 t/m 4 juli 2003 namens de NPS te horen op 3FM met haar eigen radioprogramma "Isabelle", wat aanvankelijk van maandag t/m vrijdag tussen 20:00 en 22:00 uur werd uitgezonden en door de overstap van Corne Klijn van de NPS naar de TROS per februari 2002 verhuisde naar het tijdslot 18:00 - 20:00 uur. Op vrijdag 4 juli 2003 maakte Brinkman haar laatste uitzending op destijds Radio 3FM. 
Op 24 december 1999 was ze te gast in Dit was het nieuws. Op maandag 6 mei 2002 was zij ooggetuige van de moord op Pim Fortuyn, nadat zij de uitzending op 3FM na 18:00 uur overnam van Ruud de Wild. Samen met Claudia de Breij presenteerde zij het programma waarin verslag werd gedaan van het overlijden van Pim Fortuyn. Eind juli 2003 verliet ze, na onenigheid met zendercoördinator Florent Luyckx over de vernieuwde koers van de zender, 3FM. Vanaf december 2003 presenteerde ze twee jaar lang op Kink FM de Moordlijst. Van 4 april 2006 tot juli 2007 had ze een radioprogramma op KXradio, het internet radiostation van Rob Stenders.
Sinds 2003 was Isabelle "de stem" van KPN en HI. Ze sprak de radio, TV en internet campagnes in, maar was tevens te horen in het mobiele besturingsmenu van Hi abonnees. ze werkte ook achter de schermen voor Shownieuws en De TV Makelaar.
Ze was tevens een kandidate in het vijfde seizoen van het AVRO-televisieprogramma Wie is de Mol? (2005), waarin ze uiteindelijk niet de mol maar de laatste afvaller voor de finale bleek te zijn.
Isabelle Brinkman presenteerde het avondnieuws op TV West en Isabelle Fixt ’t wel (september 2013 - december 2013) op Radio West.
Op 20 september 2024 maakte de radiozender Kink bekend dat Isabelle Brinkman terugkeerde als invaller vanaf 23 september 2024 voor drie weken op de werkdagen van 13.00 tot en met 16.00. Ze neemt dan tijdelijk de taken over van Stefan Koren.  Vanaf 9 november 2024 komt ze in de vaste programmering van de zender met een programma tussen 15.00 tot 18.00 op de vrijdag, zaterdag en zondag. Deze radiozender is de opvolger van Kink FM en heeft alternatieve (rock)muziek als thema.

## Privé
Brinkman was getrouwd en heeft met haar Australische ex-echtgenoot een dochter.